# اولاگانواتا
اولاگانواتا (به لاتین: Olaganwatta) یک منطقهٔ مسکونی در سری‌لانکا است که در استان مرکزی (سری‌لانکا) واقع شده‌است.